# Harmannsdorf
Harmannsdorf osztrák mezőváros Alsó-Ausztria Korneuburgi járásában. 2021 januárjában 4030 lakosa volt. 

## Elhelyezkedése

Harmannsdorf a Korneuburgi járásban

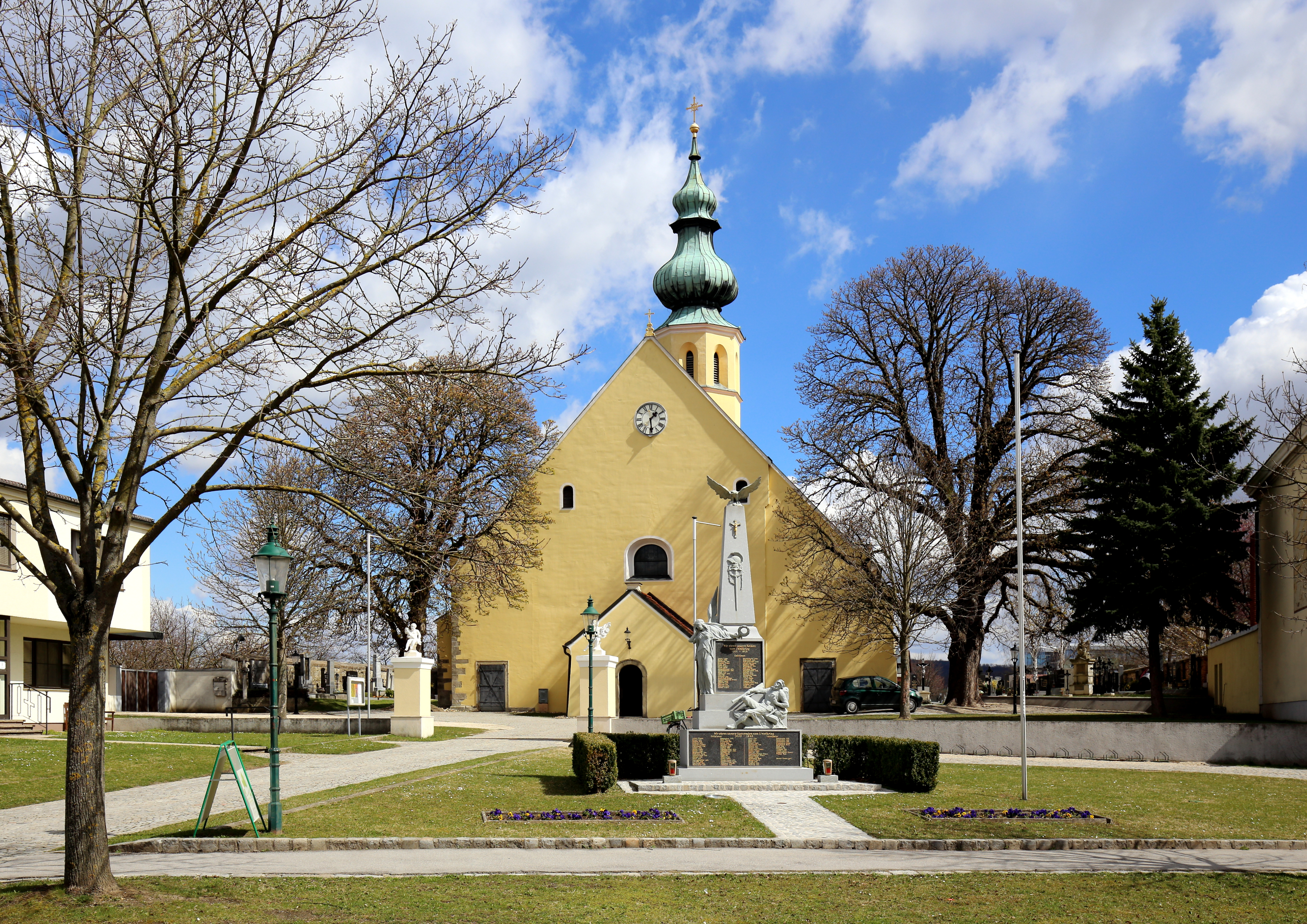
A Szt. Hippolit-plébániatemplom

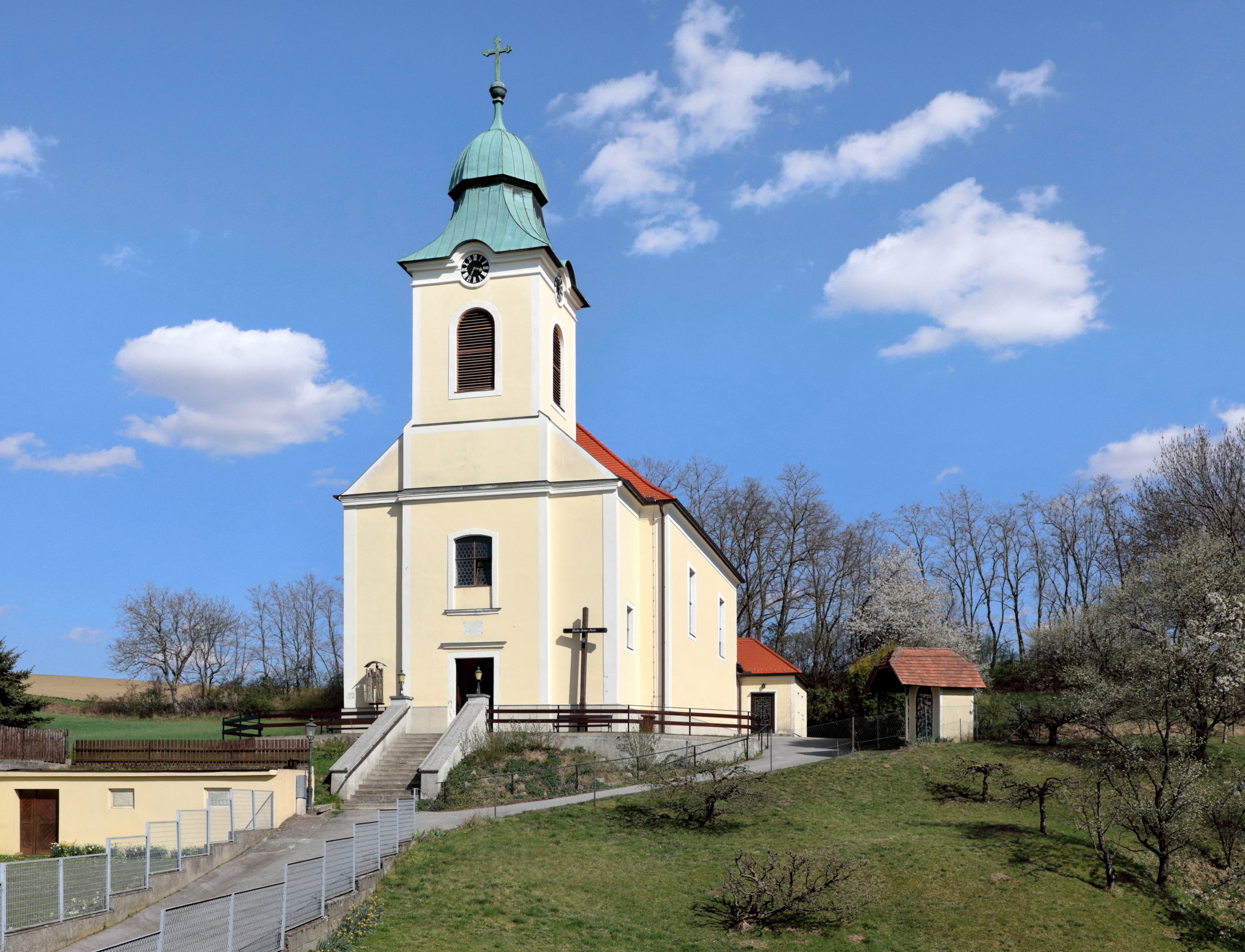
A Szt. Borbála-plébániatemplom

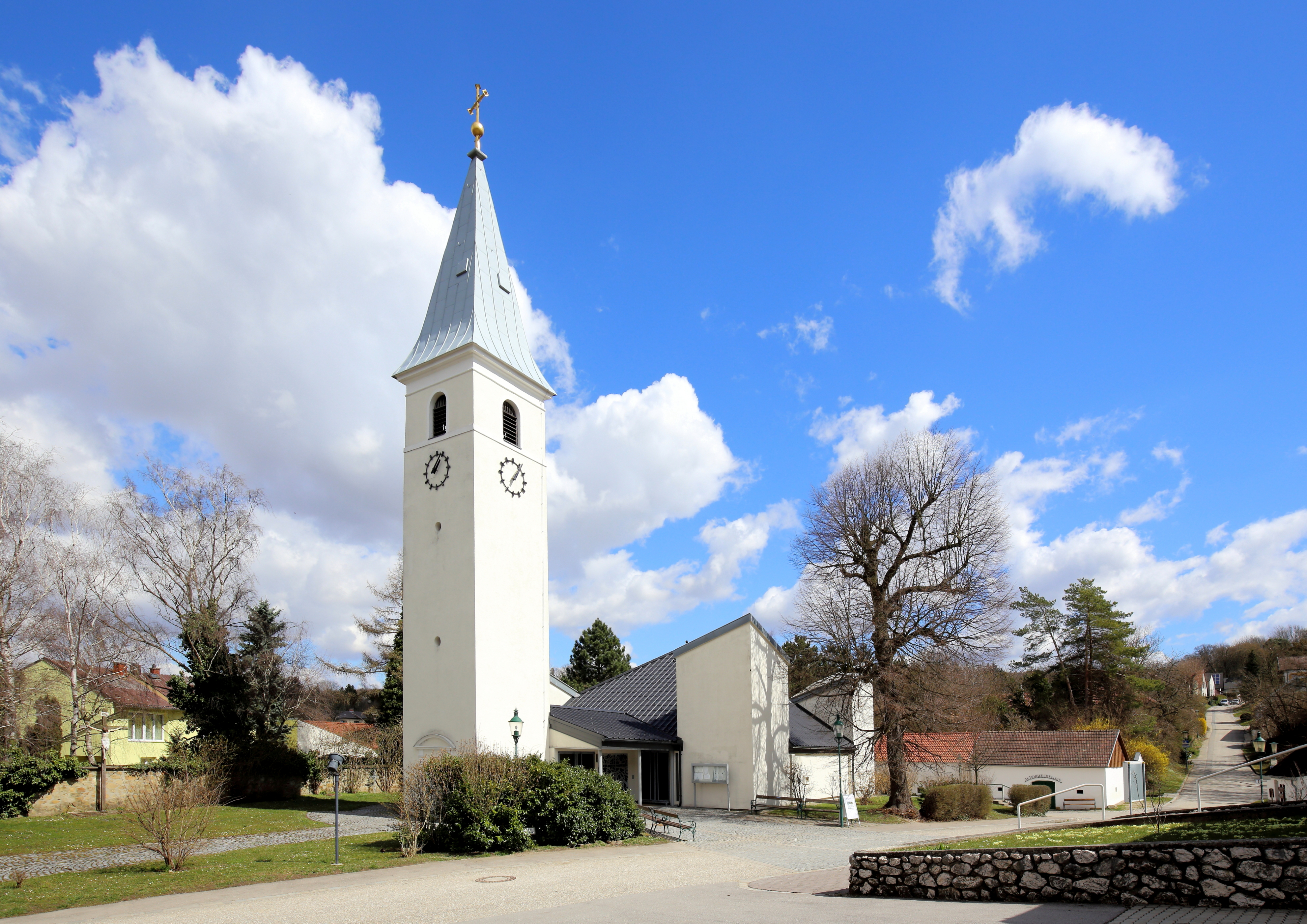
A Szt. Vitus-plébániatemplom

Harmannsdorf a tartomány Weinviertel régiójában fekszik, a Weinvierteli-dombságon. Legfontosabb folyóvize a Donaugraben csatorna. Területének 28,5%-a erdő, 61,1% áll mezőgazdasági művelés alatt. Az önkormányzat 9 települést, illetve településrészt egyesít: Harmannsdorf (564 lakos 2021-ben), Hetzmannsdorf (307), Kleinrötz (365), Lerchenau (0), Mollmannsdorf (310), Obergänserndorf (681), Rückersdorf (639), Seebarn (227) és Würnitz (937). 
A környező önkormányzatok: délkeletre Enzersfeld im Weinviertel, délre Stetten, délnyugatra Leobendorf, északnyugatra Niederhollabrunn, északra Großrußbach, északkeletre Kreuttal és Ulrichskirchen-Schleinbach, keletre Wolkersdorf im Weinviertel és Großebersdorf.

## Története
Rückersdorfot és Harmannsdorfot 1113-ban említik először. Nevük német személynevekre (Routker és Hadmar) vezethető vissza. Mindkét falu a klosterneuburgi apátság birtoka volt egészen a feudális rendszer 1848-as felszámolásáig. 1849-ben megalakultak a községi önkormányzatok. 1875-ben háromosztályos elemi iskolát alapítottak, 1884-ben pedig megalakult az önkéntes tűzoltóegylet. 1904-ben a Korneuburg-Hohenau vonal elkészültével a falu bekapcsolódott a vasúti hálózatba.
A második világháború végén, 1945. április 17. és május 8. között a község heves harcok színterévé vált. A Stetten felől érkező szovjetek kivetették helyzetükből a beásott német csapatokat; a harcokban 50 német és 16 szovjet katona, valamint 4 civil vesztette életét. 
Harmannsdorfot 1963-ban mezővárosi rangra emelték. 1972-ben a szomszédos Rückersdorf, Kleinrötz, Mollmannsdorf, Obergänserndorf, Hetzmannsdorf, Seebarn községek, 1975-ben pedig Würnitz és Lerchenau csatlakoztak az önkormányzathoz. 

## Lakosság
A harmannsdorfi önkormányzat területén 2021 januárjában 4030 fő élt. A lakosságszám 1971 óta gyarapodó tendenciát mutat. 2019-ben az ittlakók 95,1%-a volt osztrák állampolgár; a külföldiek közül 1,6% a régi (2004 előtti), 1,9% az új EU-tagállamokból érkezett. 2001-ben a lakosok 82,5%-a római katolikusnak, 2,4% evangélikusnak, 1,5% mohamedánnak, 10,7% pedig felekezeten kívülinek vallotta magát. Ugyanekkor 8 magyar élt a mezővárosban; a legnagyobb nemzetiségi csoportot a németek (96,7%) mellett a törökök alkották 0,8%-kal. 
A népesség változása:

| 2016 | 3 941 |
| 2018 | 3 951 |

## Látnivalók
- a rückersdorfi Szt. Hippolit-plébániatemplom
- az obergänserndorfi Szt. Borbála-plébániatemplom
- a würnitzi Szt. Vitus-plébániatemplom

## Fordítás
- Ez a szócikk részben vagy egészben  a   Harmannsdorf című német Wikipédia-szócikk ezen változatának fordításán alapul.  Az eredeti cikk szerkesztőit annak laptörténete sorolja fel. Ez a jelzés csupán a megfogalmazás eredetét és a szerzői jogokat jelzi, nem szolgál a cikkben szereplő információk forrásmegjelöléseként.